# Jadarska Lešnica
Jadarska Lešnica (Servisch cyrillisch Јадарска Лешница) is een plaats in de Servische gemeente Loznica. De plaats telt 2088 inwoners (2002).